# Elliott Gould
Pour les articles homonymes, voir Gould.

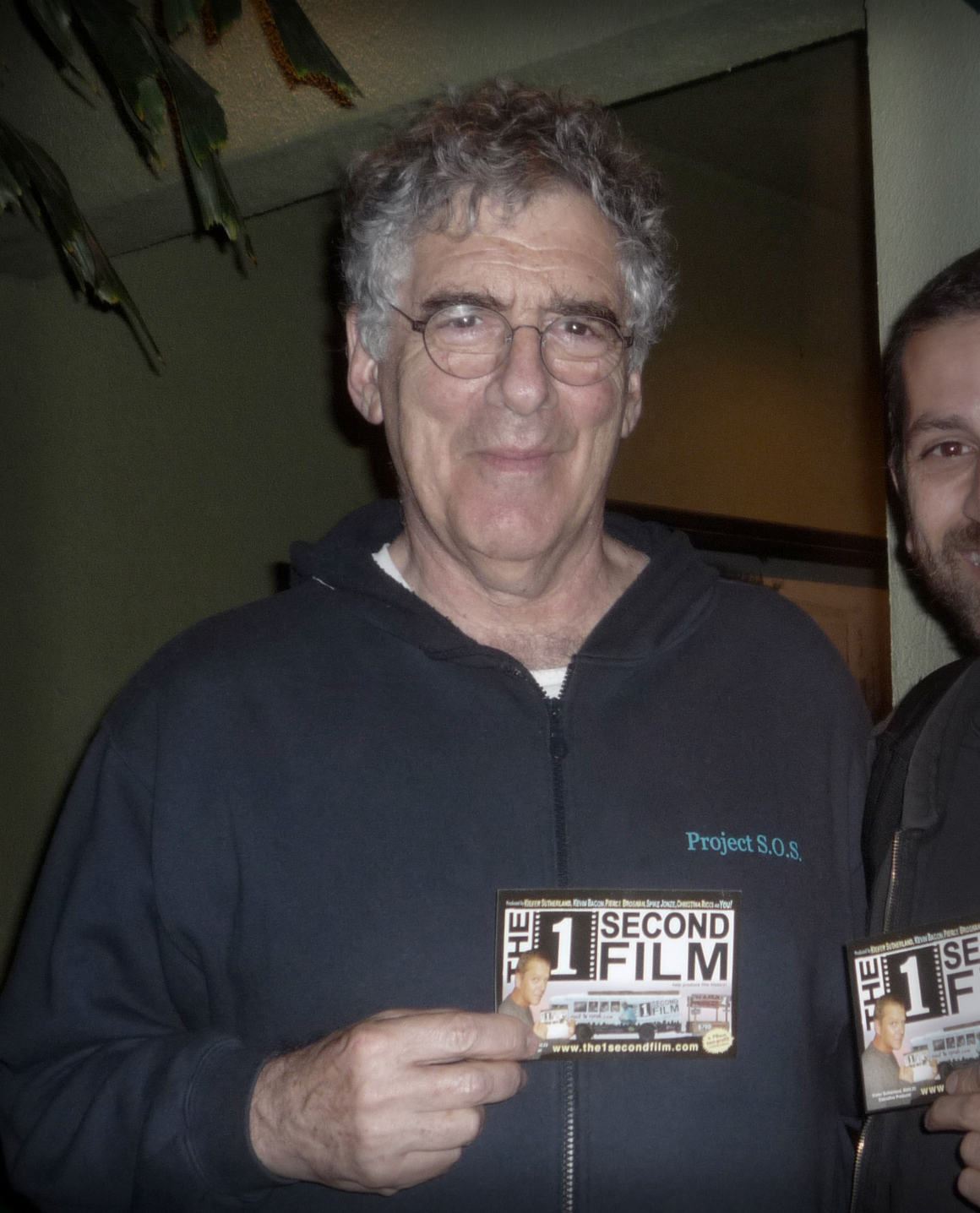
Elliott Gould en 2009

Elliott Gould est un acteur et producteur américain, né le 29 août 1938 à Brooklyn (New York).
Il est surtout connu pour avoir interprété le capitaine John McIntyre dans le film M*A*S*H et le détective Philip Marlowe dans Le Privé, tous deux réalisés par Robert Altman. Il est également le père de Ross et Monica dans 20 épisodes de la série Friends ou encore le personnage de Reuben Tishkoff dans le film Ocean's Eleven et ses suites.

## Biographie
Elliott Gould est né à Bensonhurst, Brooklyn, à New York. Sa mère, Lucille (née Raver), vendait des fleurs artificielles à des instituts de beauté et son père, Bernard Goldstein, travaillait dans l'industrie du vêtement en tant qu'acheteur de textiles. Sa famille était juive et ses grands-parents étaient des émigrés d'Ukraine, de Pologne et de Russie. Il est diplômé de l'école professionnelle des enfants.

### Vie privée
Elliott Gould a été marié avec Jennifer Bogart[Quand ?], avec qui il a eu deux enfants : Samuel et Molly.
De 1963 à 1971, il a été l'époux de Barbra Streisand, avec laquelle il a eu un fils, Jason.

## Filmographie

### Cinéma

#### Longs métrages
- 1964 : The Confession de William Dieterle : le muet
- 1968 : Strip-tease chez Minsky (The Night They Raided Minsky's) de William Friedkin : Billy Minsky
- 1969 : Bob et Carole et Ted et Alice de Paul Mazursky : Ted Henderson
- 1970 : M*A*S*H de Robert Altman : le capitaine John Francis Xavier « Trapper John » McIntyre
- 1970 : Campus ou CQFD (Getting Straight) de Richard Rush : Harry Bailey
- 1970 : Move de Stuart Rosenberg : Hiram Jaffe
- 1970 : Une certaine façon d'aimer (I Love My Wife) de Mel Stuart : Dr Richard Burrows
- 1971 : Little Murders de Alan Arkin : Alfred Chamberlain
- 1971 : Le Lien (Beröringen) de Ingmar Bergman : David Kovac
- 1972 : The Special London Bridge Special : the Villain
- 1973 : Le Privé (The Long Goodbye) de Robert Altman : Philip Marlowe
- 1973 : Who? de Jack Gold : Sean Rogers
- 1974 : Les Casseurs de gang de Peter Hyams : L'inspecteur Michael Keneely
- 1974 : California Split de Robert Altman : Charlie Waters
- 1974 : Les 'S' Pions (S*P*Y*S) de Irvin Kershner : Griff
- 1975 : Nashville de Robert Altman : lui-même
- 1975 : L'Infirmière de la compagnie casse-cou (Whiffs) de Ted Post : Dudley Frapper
- 1976 : Mean Johnny Barrows de Fred Williamson : le professeur
- 1976 : Deux Farfelus à New York (Harry and Walter Go to New York) de Mark Rydell : Walter Hill
- 1976 : C'est toujours oui quand elles disent non (I Will, I Will... for Now) de Norman Panama: Les Bingham
- 1977 : Un pont trop loin (A Bridge Too Far) de Richard Attenborough : le colonel Robert Stout
- 1978 : Matilda de Daniel Mann : Bernie Bonnelli
- 1978 : Capricorn One de Peter Hyams : Robert Caulfield
- 1978 : L'Argent de la banque (The Silent Partner) de Daryl Duke : Miles Cullen
- 1979 : Une femme disparaît (The Lady Vanishes) de Anthony Page : Robert Condon
- 1979 : Bons Baisers d'Athènes (Escape to Athena) de George P. Cosmatos : Charlie
- 1979 : Les Muppets, le film (The Muppet Movie) de James Frawley : Beauty Contest Compere (guest-star)
- 1980 : Le Dernier Vol de l'arche de Noé (The Last Flight of Noah's Ark) de Charles Jarrott : Noé Dugan
- 1980 : Falling in Love Again de Steven Paul : Harry Lewis
- 1981 : Accroche-toi, j'arrive (Dirty Tricks) de Alvin Rakoff : le professeur Chandler
- 1981 : Max et le Diable (The Devil and Max Devlin) de Steven Hilliard Stern : Max Devlin
- 1983 : Die Letzte Runde de Peter Patzak : Willie Zobel
- 1984 : Over the Brooklyn Bridge de Menahem Golan : Alby Sherman
- 1984 : La Machination (The Naked Face) de Bryan Forbes : Angeli
- 1984 : Les Muppets à Manhattan (The Muppets Take Manhattan) de Frank Oz : un officier de police au « Pete's' »
- 1986 : The Myth
- 1986 : Drug Free Kids: A Parents' Guide (vidéo)
- 1987 : Mes quarante premières années (I miei primi 40 anni) de Carlo Vanzina : Nino Ranuzzi
- 1987 : Inside Out de Robert Taicher : Jimmy Morgan
- 1987 : Der Joker (de) de Peter Patzak : Serge Gart
- 1988 : Allo, je craque (The Telephone) de Rip Torn : Rodney
- 1988 : Dangerous Love de Marty Ollstein : Rick
- 1989 : Scandale secret (Scandalo segreto) de Monica Vitti
- 1989 : Judgment : le juge Callow
- 1989 : Le Roi blessé de Damiano Damiani
- 1989 : Night Visitor de Rupert Hitzig : Ronald « Ron » Devereaux
- 1989 : The Big Picture de Christopher Guest : le procureur de Janet Kingsley
- 1989 : The Lemon Sisters de Joyce Chopra : Fred Frank
- 1990 : Valse d'amour (Tolgo il disturbo) de Dino Risi : Alcide
- 1991 : Dead Men Don't Die de Malcolm Marmorstein : Barry
- 1991 : Bugsy de Barry Levinson : Harry Greenberg
- 1992 : Wet and Wild Summer! de Maurice Murphy : Mike McCain
- 1992 : La Loi du désert (Beyond Justice) de Duccio Tessari : Red Merchantson
- 1993 : Hoffman's honger
- 1993 : Amore! de Lorenzo Doumani : George Levine
- 1994 : The Dangerous de Rod Hewitt et David Winters : Levine
- 1994 : L'Insigne de la honte (The Glass Shield) de Charles Burnett : Greenspan
- 1994 : Bleeding Hearts de Gregory Hines : M. Baum
- 1994 : Y a-t-il un flic pour sauver Hollywood ? de Peter Segal : lui-même
- 1995 : The Feminine Touch : le sénateur George M. Kohn
- 1995 : Cover Me de Michael Schroeder : le capitaine Richards
- 1995 : Kicking and Screaming de Noah Baumbach : le père de Grover
- 1995 : Love Dance
- 1996 : Busted : Game Show Host
- 1996 : Amanda's Game
- 1996 : La Haine au cœur (A Boy Called Hate) de Mitch Marcus : Richard
- 1996 : Johns de Scott Silver : Manny Gould
- 1997 : Inside Out (en)
- 1997 : Camp Stories (en) de Herbert Beigel : David Katz vieux
- 1997 : City of Crime (City of Industry) de John Irvin : Harvey, Loan Shark
- 1998 : Michael Kael contre la World News Company  de Christopher Smith : Coogan
- 1998 : Big Hit de Kirk Wong : Morton Shulman
- 1998 : Caminho dos Sonhos de Lucas Amberg : Samuel Stern
- 1998 : American History X de Tony Kaye : Murray
- 2000 : Playing Mona Lisa de Matthew Huffman : Bernie Goldstein
- 2000 : Morceaux choisis (Picking Up the Pieces) de Alfonso Arau : le père LaCage
- 2000 : Boys Life 3 (en) : le père d'Aaron (segment d’Inside Out)
- 2001 : The Experience Box de Reid Green et Florian Sachisthal : Dr Keith Huber
- 2001 : Ocean's Eleven de Steven Soderbergh : Reuben Tishkoff
- 2002 : Puckoon de Terence Ryan : Dr Goldstein
- 2002 : Le Royaume des Chats (The Cat Returns) : Toto (voix)
- 2004 : Ocean's Twelve de Steven Soderbergh : Reuben Tishkoff
- 2005 : Open Window de Mia Goldman : John
- 2007 : Ocean's Thirteen de Steven Soderbergh : Reuben Tishkoff
- 2007 : The Ten Commandments : Dieu (voix)
- 2008 : Le Deal (The Deal) de Steven Schachter : Rabbi Seth Gutterman
- 2011 : Contagion de Steven Soderbergh : Dr Ian Sussman
- 2012 : Elle s'appelle Ruby (Ruby Sparks) de Jonathan Dayton et Valerie Faris : Dr Rosenthal
- 2013 : Switchmas : grand-Père Finkelstein
- 2016 : L'Histoire de l'amour (History of Love) de Radu Mihaileanu : Bruno Leibovitch
- 2018 : Ocean's 8 de Gary  Ross : Reuben Tishkoff
- 2020 : Mensonges et Trahisons de Michael M. Scott : Leonard

#### Comme producteur
- 2001 : The Experience Box

### Télévision

#### Téléfilms
- 1964 : Once Upon a Mattress : Jester
- 1974 : Out to Lunch
- 1982 : The Rules of Marriage
- 1986 : Ma femme a disparu (Vanishing Act) : lieutenant Rudameyer
- 1987 : Frog : Bill Anderson
- 1987 : Conspiracy: The Trial of the Chicago 8 : Leonard Weinglass
- 1988 : Act of Betrayal : Callaghan
- 1990 : Stolen: One Husband : Martin Slade
- 1991 : Frogs! : Bill Anderson
- 1992 : Strip-tease mortel : Hindeman
- 1993 : Le Complot de la haine (Bloodlines: Murder in the Family) : Stewart Woodman
- 1994 : Doggin' Around : Joe Warren
- 1995 : P.C.H. : le père de Randy
- 1996 : Shanghai 1937
- 1996 : Duke of Groove
- 2000 : Good as Gold
- 2003 : Vegas Dick : Clay
- 2003 : Kim Possible : La Clé du temps (Kim Possible: A Sitch in Time) : M. Stoppable (voix)
- 2004 : Bad Apple : Buddha Stanzione
- 2007 : Un monde à part (Saving Sarah Cain) : Bill Alexander
- 2009 : Romance millésimée : Paul
- 2011 : Le noêl de mes rêves : Sam Finkelstein
- 2014 : La Cerise sur le gâteau de mariage (The Michaels) : Max Barnworth

#### Séries télévisées
- 1983-1985 : Emergency Room (ER) : Dr Howard Sheinfeld
- 1986 : Together We Stand (en) : David Randall
- 1989 : Le Prince du désert (Principe del deserto, Il) : Red Murchinson
- 1989 : Arabesque : épisode Victime ou assassin : le commissaire
- 1991 : Sessions (Sessions) : Dr Bookman
- 1994 : Loïs et Clark : Vincent Winninger (saison 1, épisode 13 Témoin)
- 1994-2004 : Friends : Jack Geller (20 épisodes)
- 1997 : Shining (The Shining) : Stuart Ullman (mini-série)
- 1998 : Getting Personal : Jack Kacmarczyk
- 2002 : Baby Bob (en) : Sam Spencer
- 2005 : Hercule Poirot : Rufus Van Aldin (épisode Le Train bleu)
- 2006 : Les Maîtres de l'horreur : Barney (saison 2, épisode 7 La Guerre des Sexes)
- 2009 : New York, police judiciaire : Stan Harkavy (saison 20, épisode 10)
- 2010 : Drop Dead Diva : Larry Baxter (saison 1, épisode 6)
- 2011 : Les Experts : Earnest Boozell (saison 11, épisode 2)
- 2012 : New York, unité spéciale : Walter Tompkins (saison 14, épisode 8)
- 2013 : Ray Donovan : Ezra Goodman, mentor et patron de Ray
- 2016 : Hawaii 5-0 : Leo Hirsch (saison 6, épisode 23)
- 2017 : Doubt : Affaires douteuses : Isaiah
- 2018 : La Méthode Kominsky : lui-même (saison 1, épisode 5)
- 2022-2024 : La Défense Lincoln (The Lincoln Lawyer) : Devin Jones (saison 1, 2 et 3)

## Distinctions

### Nominations
- Oscars 1970 : meilleur acteur dans un second rôle pour Bob et Carole et Ted et Alice[1]
- Golden Globes 1971 : meilleur acteur dans une comédie ou une comédie musicale pour M.A.S.H[1]

## Hommage
Le scénariste Malcolm Marmorstein baptise le dragon de Peter et Elliott le dragon (1977) Elliott en hommage à son ami Elliott Gould.

## Voix françaises
En France
| - Bernard Tiphaine dans : - Friends (série télévisée) - Shining, les couloirs de la peur (mini-série) - It's Like, You Know... (téléfilm) - Voilà ! (série télévisée) - Ocean's Eleven - Las Vegas (série télévisée) - Ocean's Twelve - Hercule Poirot (série télévisée) - Ocean's Thirteen - Romance millésimée (téléfilm) - Drop Dead Diva (série télévisée) - Les Maîtres de l'horreur (série télévisée) - New York, police judiciaire (série télévisée) - Les Experts (série télévisée) - Contagion - La Cerise sur le gâteau de mariage (téléfilm) - Hawaii 5-0 (série télévisée) - Doubt : Affaires douteuses (Doubt) (série télévisée) - Ocean's 8 - Appartements 9JKL (9JKL) (série télévisée) | - Jacques Balutin dans : - Bob et Carole et Ted et Alice - Campus ou CQFD - Les 'S' Pions - Un pont trop loin - Capricorn One - L'Argent de la banque - Bons Baisers d'Athènes - Les Muppets, le film - Max et le Diable - La Machination - Allo, je craque - Bugsy - La Loi du désert - City of Crime - Claude Joseph dans : - M*A*S*H - Le Privé - Le Dernier Vol de l'arche de Noé - Bernard Alane dans : - American History X - Morceaux choisis |

et aussi
- Georges Aminel dans C'est toujours oui quand elles disent non
- Gilbert Lévy dans Loïs et Clark : Les Nouvelles Aventures de Superman[3] (série télévisée)
- Jean-Michel Farcy dans Big Hit
- Michel Modo dans Baby Bob (en) (série télévisée)
- Philippe Crubézy dans Elle s'appelle Ruby[3]
- Michel Bedetti dans Ray Donovan (série télévisée)
- Gabriel Le Doze dans L'Histoire de l'amour[3]
- Paul Borne dans La Méthode Kominsky (série télévisée)
- Edgar Givry dans Friends : Les Retrouvailles (émission télévisée, 2021)